# Ryuju Nagayama
Ryuju Nagayama (Bibai, 15 aprile 1996) è un judoka giapponese.

## Palmarès
- Giochi olimpici

Parigi 2024: argento nella gara a squadre, bronzo nei 60 kg.
- Mondiali

Baku 2018: bronzo nei 66 kg.
Tokyo 2019: bronzo nei 60 kg.
Budapest 2025: oro nei 60 kg.

### Vittorie nel circuito IJF
| Data             | Località        | Paese    | Categoria         |
| ---------------- | --------------- | -------- | ----------------- |
| 2 dicembre 2016  | Tokyo           | Giappone | Grand Slam        |
| 20 maggio 2017   | Ekaterinburg    | Russia   | Grand Slam        |
| 16 dicembre 2017 | San Pietroburgo | Russia   | IJF World Masters |
| 23 febbraio 2018 | Düsseldorf      | Germania | Grand Slam        |
| 11 agosto 2018   | Budapest        | Ungheria | Grand Prix        |